# Ликумс, Герберт
Ге́рберт Ли́кумс (Хербертс Карлович Ликумс, латыш. Herberts Līkums, 29 марта 1902 — 7 октября 1980) — латышский сценограф, живописец, художник-постановщик Рижской киностудии. Народный художник Латвийской ССР (1969).

## Биография
Родился 29 марта 1902 года в Риге, в семье рабочего Карлиса Ликумса.
Учился в Латвийской академии художеств (1921—1931). В 1925 году посещал занятия мастерской декоративной живописи АХ (руководитель Я. Куга). С 1930 года участвует в выставках, первая крупная персональная выставка прошла в Риге в 1972 году. Один из основателей Союза художников Латвийской ССР, председатель его организационного комитета (1941—1942 и 1944—1946). Ответственный секретарь правления Союза (1949—1953). Народный художник Латвийской ССР (1969).
Будучи студентом академии, работал художником-декоратором в Валмиерском театре (1925), Национальном театре (1926—1931) и Рижском рабочем театре (1926—1934). Участвовал в постановках Лиепайского нового театра, Даугавпилсского драматического театра и в разных антрепризах.
Был участником рижского подполья и идейным противником буржуазного режима, за что в 30-х годах преследовался и имел ограничения в возможности полноценного творчества. После закрытия в 1934 году Рабочего театра оформил ряд спектаклей в театре Дайлес и Национальной опере. В 1937—1940 художник-сценограф в Рижском театре русской драмы.
В своих театральных работах уделял внимание наиболее актуальным в те годы принципам функционализма и конструктивизма, был сторонником многоуровневых бутафорских строений, дающих возможность показать зрителям декорации в нескольких ракурсах. Расчленял крупные объёмы на фрагменты и применял технику их окраски в яркие контрастные цвета.
Объектом его живописных работ служила природа, что видно из названий самых известных работ: «Осень» (1945), "Натюрморт «Перенасыщение» (1949), «Ржаное поле» (1951), «Колхозные поля» (1952).
В 1940—1944 начальник управления при Народном комиссариате Латвийской ССР. Депутат Верховного Совета ЛССР (1940—1947) и Верховного Совета СССР (1941—1946). В годы войны работал в Кирове и Иваново координатором культурных программ.
Вместе со своим коллегой, сценографом Лаймдонисом Грасманисом, стоял у истоков латвийского кинопроизводства, был в числе первых профессиональных художников, принимавших участие в создании Рижской киностудии.
В последние годы жизни отдавал предпочтение работе декоратора.
Был женат на актрисе Ольге Леяскалне. Сын — актёр Юрис Леяскалнс.

## Работы в театре
Рабочий театр:
- «Овод» инсценировка романа Лилиан Войнич (1929)
- «Огненный мост» Бориса Ромашова (1930)
- «Город слушает» М. Гринёва (1932)
- «Жулик» Луи Вернея (1934)

Национальная опера:
- «Гамлет» — опера Янис Калниньш (1936)

Государственный академический театр оперы и балета Латвийской ССР:
- «Севильский цирюльник» Бомарше (1947)

Государственный Рижский театр русской драмы:
- «За тех, кто в море» Бориса Лавренёва (1947)

Государственный академический театр драмы им. А. Упита:
- «Дом Бернарды Альбы» Федерико Гарсиа Лорки (1963)

## Фильмография
Художник-постановщик:
- 1949 — Райнис
- 1956 — За лебединой стаей облаков
- 1957 — Наурис
- 1958 — Повесть о латышском стрелке
- 1959 — Илзе
- 1960 — На пороге бури
- 1961 — Обманутые
- 1963 — Ты нужен
- 1964 — Капитан Нуль
- 1969 — Времена землемеров
- 1970 — Республика Вороньей улицы
- 1971 — Город под липами
- 1971 — В тени смерти
- 1973 — Шах королеве бриллиантов
- 1974 — Нападение на тайную полицию
- 1976 — Эта опасная дверь на балкон